# Bumetopia brevicornis
Bumetopia brevicornis là một loài bọ cánh cứng trong họ Cerambycidae.